# Uroplatus
Uroplatus – rodzaj jaszczurek z rodziny gekonowatych (Gekkonidae).

## Zasięg występowania
Rodzaj obejmuje gatunki występujące endemicznie na Madagaskarze i przybrzeżnych wyspach (Nosy Be, Nosy Komba, Nosy Mangabe i Nosy Boraha).

## Systematyka
Rodzaj zdefiniował w 1806 roku francuski entomolog, ichtiolog i herpetolog André Marie Constant Duméril w publikacji własnego autorstwa poświęconej zoologii. Gatunkiem typowym jest (oznaczenie monotypowe) płaskogon wielki (U. fimbriatus).

### Etymologia
- Uroplatus (Uroplates): gr. ουρα oura ‘ogon’[7]; πλατυς platus ‘szeroki’[8].
- Rhacoessa: gr. ῥακοεις rhakoeis ‘poszarpany, obdarty’[3]. Gatunek typowy (oznaczenie monotypowe): Stellio fimbriatus Schneider, 1797.
- Chiroperus: gr. χειρ kheir, χειρος kheiros ‘dłoń, ręka’[9]; πηρος pēros ‘okaleczony’[10]. Gatunek typowy: Chiroperus sarrube Wiegmann, 1834 (= Stellio fimbriatus Schneider, 1797).
- Lonchurus: gr. λογχη lonkhē ‘grot, lanca’[7]; ουρα oura ‘ogon’[11]. Gatunek typowy (oryginalne oznaczenie): Ptyodactylus lineatus Duméril & Bibron, 1836.

### Podział systematyczny
Do rodzaju należą następujące gatunki:

- Uroplatus alluaudi Mocquard, 1894
- Uroplatus ebenaui (Boettger, 1879)
- Uroplatus fangorn Ratsoavina, Glaw, Raselimanana, Rakotoarison, Vieites, Hawlitschek, Vences & Scherz, 2020
- Uroplatus fetsy Ratsoavina, Scherz, Tolley, Raselimanana, Glaw & Vences, 2019
- Uroplatus fiera Ratsoavina, Ranjanaharisoa, Glaw, Raselimanana, Miralles & Vences, 2015
- Uroplatus fimbriatus Schneider, 1797  – płaskogon wielki[12]
- Uroplatus finaritra Ratsoavina, Raselimanana, Scherz, Rakotoarison, Razafindraibe, Glaw & Vences, 2019
- Uroplatus finiavana Ratsoavina, Louis Jr., Crottini, Randrianiaina, Glaw & Vences, 2011
- Uroplatus fivehy Ratsoavina, Glaw, Raselimanana, Rakotoarison, Vieites, Hawlitschek, Vences & Scherz, 2020
- Uroplatus fotsivava Ratsoavina, Gehring, Scherz, Vieites, Glaw & Vences, 2017
- Uroplatus garamaso Glaw, Köhler, Ratsoavina, Raselimanana, Crottini, Gehring, Böhme, Scherz & Vences, 2023
- Uroplatus giganteus Glaw, Kosuch, Henkel, Sound & Böhme, 2006
- Uroplatus guentheri Mocquard, 1908
- Uroplatus henkeli Böhme & Ibisch, 1990 – płaskogon Henkela[13]
- Uroplatus kelirambo Ratsoavina, Gehring, Scherz, Vieites, Glaw & Vences, 2017
- Uroplatus lineatus (Duméril & Bibron, 1836)
- Uroplatus malahelo Nussbaum & Raxworthy, 1994
- Uroplatus malama Nussbaum & Raxworthy, 1995
- Uroplatus phantasticus (Boulenger, 1888)
- Uroplatus pietschmanni Böhle & Schönecker, 2004
- Uroplatus sameiti Böhme & Ibisch, 1990
- Uroplatus sikorae Boettger, 1913